# Moschea di Mecidiye (Yeşilköy)
La moschea di Mecidiye (in turco Yeşilköy Mecidiye Camii) è una moschea tardo-ottomana costruita all'inizio del ventesimo secolo nella mahalle di Yeşilköy (al tempo dell'edificazione villaggio di Santo Stefano) nella parte europea della città di Istanbul, in Turchia.
Essa è opera di Mimar Kemaleddin, uno dei più importanti architetti dell'ultimo periodo ottomano.

## Ubicazione
La moschea è situata al n. 13 di Gazi Evrenos Caddesi, nella mahalle di Yeşilköy, parte del distretto di Bakırköy, nella parte europea di Istanbul, in Turchia. La moschea è una struttura tardo-ottomana utilizzata solo dai residenti del quartiere e non visitata da turisti locali e stranieri, poiché è un po' lontana dal centro dell'odierna Yeşilköy.

## Storia
La costruzione dell'edificio, iniziata nel 1909 dal sultano Mehmed Reşad V in nome del padre, sultano Abdülmecid, poté essere completata solo durante il periodo repubblicano. L'architetto Mimar Kemaleddin fu nominato progettista della moschea dal Ministero dell'Evfak. La moschea fu costruita nello stile chiamato Primo movimento architettonico nazionale (in turco Birinci Milli Mimari Akımı), noto anche come neoclassico turco. 
Sulla parete d'ingresso della moschea è riportato che essa fu commissionata dalla Fondazione Mecidiye, ma sembra più probabile che il committente fosse il sultano Reşat.
La sua dimensione ridotta fu causata dal fatto che, all'epoca della costruzione, Santo Stefano era un luogo di villeggiatura fuori città (ovvero la "Istanbul murata"), un villaggio in cui vivevano densamente greci e armeni e in cui la popolazione musulmana era esigua, e a causa dell'impossibilità di finanziare una costruzione più grande.

## Architettura

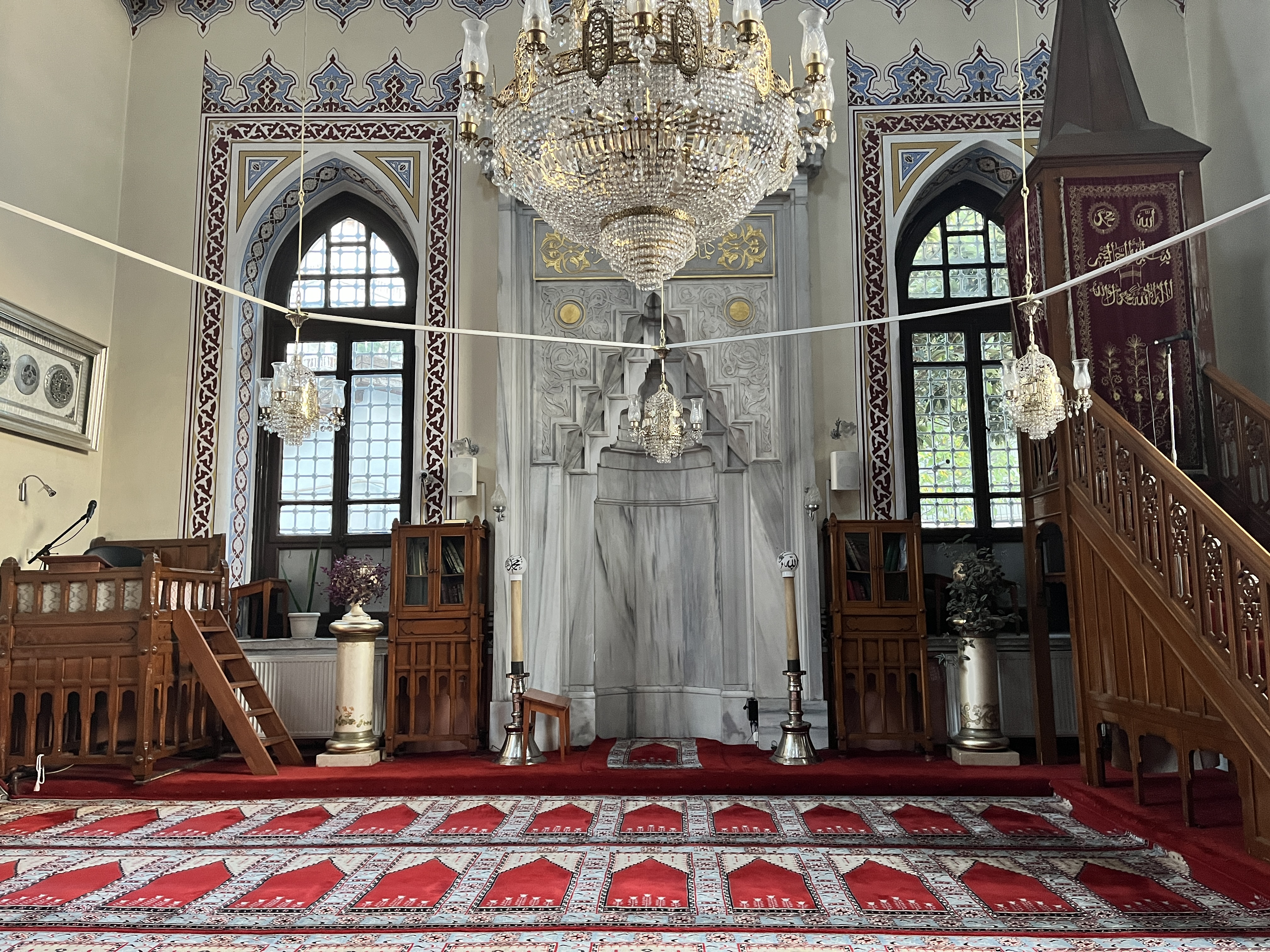
L'interno della moschea

L'edificio, con un'unica cupola, un solo minareto e un unico balcone, è stato costruito con pietra da taglio liscia. Esso ha una pianta quasi quadrata con lati di 11,98 x 12,20 metri, e il suo son cemaat yeri è chiuso e disposto su due piani. Esso è coperto da una lastra di cemento armato e il piano superiore è utilizzato come müezzin mahfili delle donne. Sulla porta d'ingresso ad arco acuto è riportato l'anno 1327 dall'Hijrî (corrispondente al 1909). L'edificio possiede un piccolo cortile costruito con pietre da taglio. Su entrambi i lati della porta d'ingresso del cortile si trova una colonna ottagonale. Alcuni degli archi della moschea sono a sesto acuto e altri a ferro di cavallo. La cupola a sesto acuto si appoggia alle pareti del corpo su un tamburo ottagonale senza elementi di transizione. Il minareto dal corpo cilindrico è piuttosto corto e massiccio.

### Interno
Alla moschea si accede dalla porta sud attraverso il son cemaat yeri, non presente nella costruzione originale e con forma di capannone. L'ingresso all'harim avviene attraverso la porta del son cemaat yeri.
La nicchia del mihrab, in marmo bianco, è decorata da muqarnaṣ. Il pulpito in legno con tre aperture sul basamento è in stile classico. La parte superiore del minbar è sormontata da un cono appuntito. Anche la ringhiera del balcone delle donne è in legno. Le decorazioni a matita presenti nell'harim e nel son cemaat yeri mostrano l'uso congiunto di due stili diversi, classico e barocco.